# Jan Boháč (lední hokejista)
Jan Boháč (* 3. února 1982, Tábor) je bývalý hokejový útočník. Má zlatou medaili z Mistrovství světa juniorů v ledním hokeji 2000 a dva tituly z nizozemské ligy. Byl draftován roku 2000 ve 3. kole jako 87. celkově týmem Ottawa Senators hrajícím NHL, tam ale nikdy nenastoupil.

## Juniorská léta
Poprvé hrál v Extralize v sezoně 1998/1999 ještě jako teenager. Po vyhraném Mistrovství světa juniorů začal dostávat více prostoru a dal i první extraligový gól, místy pomáhal i týmu HC Most. Další rok pendloval mezi Třincem a Libercem a v sezoně 2002/2003 odehrál několik zápasů za HC Slovan Ústečtí Lvi.

## Francie
V sezoně 2003/2004 půl roku nehrál kvůli špatnému kolenu. Nakonec se rozhodl zkusit štěstí ve Francii a vrátit se do formy, podepsal jednoletou smlouvu s francouzským Briançonem hrajícím v nejvyšší francouzské lize Ligue Magnus. Moc zápasů v základní části neodehrál, ale podával výborné výkony, tým postoupil i do play-off, ale vypadl již v prvním kole 0:4 na zápasy. Po sezoně byla reálná šance, že Boháč smlouvu prodlouží, on se ale nakonec vydal hrát do Norska.

## Norsko 2004–2006
Další sezonu tak oblékl dres Frisk Asker. Boháč šel do uplynulého ročníku s cílem odehrát konečně sezonu bez větších zdravotních komplikací, to se povedlo a pro něj to bylo velké plus. „Ze začátku jsem moc nehrál. Vedl nás český trenér Votruba a ten mi nedával takovou příležitost. Je to možná paradox, ale když odešel, měl jsem šancí mnohem víc. A začalo se dařit. Po Vánocích to bylo skvělé, povedl se i závěr,“ popsal později sezonu z osobního hlediska.[zdroj?] Měl výhodu, že v týmu působil ještě jeden Čech, Daniel Tvrzník. Tým v sezoně 2004/2005 skončil na pátém místě a v play-off tedy vypadl již ve čtvrtfinále, návštěvnost také nebyla velká. Boháč následně z týmu odešel, plánoval návrat do HC Tábor, nakonec ho ale zlákala nabídka z Itálie.

## Itálie 2006–2007
Boháč tak následující sezonu oblékl dres HC Fassa hrajícího v aréně Stadio del Ghiaccio Gianmario Scola. Stal se jedním z nejproduktivnějších hráčů celého týmu. Tým se do play-off nedostal a Boháč opět zamířil jinam.

## Nizozemsko
Jít hrát za HYS The Hague bylo asi nejlepší rozhodnutí, jaké mohl Jan Boháč ve své kariéře učinit. Dokázal nasbírat 51 bodů z pouhých 32 zápasů a statistikami byl vysoko nad ostatními. Po vyhraném titulu nizozemské ligy s týmem prodloužil smlouvu o další dva roky a pohár s mužstvem ještě jednou vyhrál; právě Jan Boháč na tom měl veliké zásluhy.
Po těchto letech se rozhodl jít hrát blíže k Česku, proto se vrátil  zpět do italského Fassa, nakonec ale se opět do Nizozemska vrátil, v základní části stačil odehrát ještě 8 zápasů. Trofej ale tentokrát s týmem nezískal. V sezoně 2013/2014 vůbec nehrál, chtěl se více věnovat rodině a vyléčit si zranění. Dokonce zvažoval definitivní konec kariéry.

## HC Tábor 2014–2017
Toto rozhodnutí ale nakonec přehodnotil a šel do svého rodného města a klubu, HC Tábor. Stal se třetím nejproduktivnějším hráčem týmu v sezoně, před ním byl jen Martin Mařík a Jakub Matušík. Rozhodl se, že na hokej stále má a prodloužil s HC Tábor smlouvu do sezony 2016/2017. S týmem byl několikrát v baráži, pokaždé ale neúspěšně. Dne 20. března 2017 oznámil konec kariéry. S hokejem neskončil ale úplně, v Táboře trénuje mládež.

## Statistiky
| Sezona    | Tým                   | Liga               | Z  | G  | A  | B  | TM | Z  | G | A  | B  | TM |
| --------- | --------------------- | ------------------ | -- | -- | -- | -- | -- | -- | - | -- | -- | -- |
| 1998/1999 | HC Slavia Praha       | ELH                | 2  | –  | –  | –  | –  | –  | – | –  | –  | –  |
| 1999/2000 | HC Slavia Praha       | ELH                | 25 | 1  | 2  | 3  | 4  | –  | – | –  | –  | –  |
| 2000/2001 | HC Slavia Praha       | ELH                | 19 | 2  | 0  | 2  | –  | 2  | – | –  | –  | –  |
| 2000/2001 | HC Most               | 1. liga            | 5  | 0  | 2  | 2  | –  | –  | – | –  | –  | –  |
| 2001/2002 | HC Třinec             | ELH                | 16 | 0  | 1  | 1  | 4  | –  | – | –  | –  | –  |
| 2001/2002 | HC Most               | 1. liga            | –  | –  | –  | –  | –  | 5  | 0 | 2  | 2  | –  |
| 2001/2002 | HC Bílí tygři Liberec | ELH                | 10 | 0  | 2  | 2  | 2  | 2  | – | –  | –  | –  |
| 2002/2003 | HC Slovan Ústečtí Lvi | 1. liga            | 8  | 0  | 1  | 1  | 2  | –  | – | –  | –  | –  |
| 2003/2004 | Briancon              | Ligue Magnus       | 15 | 4  | 7  | 10 | 2  | 4  | 1 | 2  | 3  | 10 |
| 2004/2005 | Frisk Asker           | Norská liga        | 42 | 14 | 13 | 27 | 10 | –  | – | –  | –  | –  |
| 2005/2006 | Frisk Asker           | Norská liga        | 41 | 5  | 19 | 24 | 14 | –  | – | –  | –  | –  |
| 2006/2007 | HC Fassa              | Alps Hockey League | 32 | 8  | 20 | 28 | 18 | –  | – | –  | –  | –  |
| 2007/2008 | HYS The Hague         | Nizozemská liga    | 32 | 14 | 37 | 51 | 14 | 5  | 1 | –  | 1  | 6  |
| 2008/2009 | HYS The Hague         | Nizozemská liga    | 31 | 11 | 32 | 43 | 10 | 10 | 7 | 8  | 15 | 12 |
| 2009/2010 | HYS The Hague         | Nizozemská liga    | 46 | 22 | 45 | 67 | 20 | 5  | 1 | 2  | 3  | –  |
| 2010/2011 | HC Fassa              | Alps Hockey League | 34 | 5  | 12 | 17 | 12 | –  | – | –  | –  | –  |
| 2010/2011 | HYS The hague         | Nizozemská liga    | 8  | 3  | 5  | 8  | –  | 8  | – | 5  | 5  | 2  |
| 2011/2012 | Neuilly–sur–Marne     | Francouzská liga   | 17 | 2  | 4  | 6  | 10 | 4  | – | 1  | 1  | 2  |
| 2012/2013 | Eindhoven Kemphanen   | Nizozemská liga    | 28 | 8  | 21 | 29 | 12 | –  | – | –  | –  | –  |
| 2013/2014 | nehrál                |                    |    |    |    |    |    |    |   |    |    |    |
| 2014/2015 | HC Tábor              | 2. liga            | 26 | 9  | 23 | 32 | 18 | 13 | 0 | 2  | 2  | 2  |
| 2015/2016 | HC Tábor              | 2. liga            | 12 | 4  | 12 | 16 | 8  | 12 | 2 | 14 | 16 | 2  |
| 2016/2017 | HC Tábor              | 2. liga            | 4  | 2  | 5  | 7  | –  | 8  | 1 | 3  | 4  | –  |